# Az Amerikai Virgin-szigetek a 2014. évi téli olimpiai játékokon
Az Amerikai Virgin-szigetek az oroszországi Szocsiban megrendezett 2014. évi téli olimpiai játékok egyik részt vevő nemzete volt. Az országot az olimpián 1 sportágban 1 sportoló képviselte, aki érmet nem szerzett.

## Alpesisí
Női
| Versenyző        | Versenyszám      | 1. futam | 1. futam | 2. futam | 2. futam | Összesítés | Összesítés |
| Versenyző        | Versenyszám      | Idő      | Hely.    | Idő      | Hely.    | Idő        | Helyezés   |
| ---------------- | ---------------- | -------- | -------- | -------- | -------- | ---------- | ---------- |
| Jasmine Campbell | Műlesiklás       | 1:06,09  | 50.      | 1:04,28  | 43.      | 2:10,37    | 43.        |
| Jasmine Campbell | Óriás-műlesiklás | 1:32,05  | 62.      | 1:33,00  | 57.      | 3:05,05    | 56.        |